# ۶۵۰ (قمری)
۶۵۰ ( قمری)، ششصد و پنجاهمین سال در گاهشماری هجری قمری است. اول محرم این سال برابر با سیزدهم مارس سال ۱۲۵۲ میلادی است.